# Luciano Gatto
Luciano Gatto (* 21. Mai 1934 in Venedig) ist ein italienischer Comiczeichner.

## Karriere
Schon als Kind las und zeichnete Gatto sehr gerne Comics, genauso wie sein Vater, der Malen zu seinen Lieblingsbeschäftigungen zählte. Als er schließlich 1955 durch seinen Nachbarn dem schon damals bekannten Romano Scarpa vorgestellt wurde, fing er an beruflich Comics zu zeichnen. Zuvor konnte er seinen Zeichenstil durch die Hilfe von Scarpa perfektionieren.
1956 begann er dann selbst Comics zu zeichnen, zuerst noch mit selbst erfundenen Protagonisten, und verkaufte diese an den Verlag Bianconi. Für diesen Verlag zeichnete er auch noch später vier Jahre lang den Comic „Raviolo Kid“. Parallel dazu arbeitete er auch noch an anderen Comics, zum Teil auch an eigenen Kreationen. Nachdem er ein Jahr lang Scarpa bei seinen Zeichnungen assistierte, wurde er 1958 angestellt als Disney-Zeichner für das italienische Micky-Maus-Magazin Topolino.
Seine erste eigene Geschichte, „Paperino e il ciliegio rabdomante“, ist in Deutschland bisher noch nicht veröffentlicht worden. Seit 1958 schuf Gatto für Disney eine Vielzahl von Comics, seit 1980 betätigte er sich als Autor, zuvor war er nur als Zeichner tätig. In den 70er und 80er Jahren arbeitete er auch für ausländische Verlage und zeichnete z. B. von 1979 bis 1986 „Fix und Foxi“-Comics. Auch später noch zeichnete Gatto für zahlreiche andere Verlage.
Im Jahre 2019 beendete die Topolino-Redaktion nach über 60 Jahren aus „wirtschaftlichen Gründen“ die Zusammenarbeit. 
Heute ist Luciano Gatto verheiratet und hat zwei Kinder.

## Zeichenstil
Typisch für die Zeichnungen Gattos sind die verträumten, halb geschlossenen Augen (bei Disney-Zeichnungen). Gatto selbst sagte, dass dieses Merkmal durch seine eigene Schüchternheit als Kind entstanden ist. Gatto ist mittlerweile durch seinen besonderen Zeichenstil zu einer der berühmtesten Personen in der Comic-Branche geworden.
Auf der ersten Seite lässt Gatto immer wieder eine Katze durch das Bild huschen, wahrscheinlich, weil Gatto das italienische Wort für Katze ist.